# Chthonia (Tochter des Phoroneus)
Chthonia (altgriechisch Χθονία Chthonía) ist in der griechischen Mythologie die Tochter des Phereneus aus Hermione und die Schwester des Klymenos oder die Tochter des Kolontas aus Argos.
Pausanias berichtet von einer Erzählung der Bewohner Hermiones, nach der sie gemeinsam mit ihrem Bruder Klymenos der Göttin Demeter ein Heiligtum in Hermione errichtet habe. Die Bewohner von Argos berichteten wiederum, ihr Vater habe ihr die Verehrung Demeters in Argos verweigert, weshalb sie von Demeter nach Hermione gebracht wurde, ihr Vater hingegen in seinem Haus den Feuertod fand.
Demeter wurde in Hermione als Demeter Chthonia verehrt und es wurde ihr zu Ehren ein jährliches, Chthonia genanntes Fest gefeiert. Der Tempel der Demeter Chthonia wurde zur Zeit des Pompeius von Piraten geplündert.